# البرتوس ویلسما
البرتوس ویلسما (انگلیسی: Albertus Wielsma; ۱۱ دسامبر ۱۸۸۳ – ۲۶ مارس ۱۹۶۸) قایقران روئینگ اهل پادشاهی هلند بود.
وی در مسابقات کشوری و بین‌المللی در مجموع برندهٔ ۱ مدال برنز شده‌است.